# Minneiska
Minneiska és una població dels Estats Units a l'estat de Minnesota. Segons el cens del 2000 tenia 116 habitants.

## Demografia
Segons el cens del 2000, Minneiska tenia 116 habitants, 51 habitatges, i 42 famílies. La densitat de població era de 78,6 habitants per km².
Dels 51 habitatges en un 21,6% hi vivien nens de menys de 18 anys, en un 74,5% hi vivien parelles casades, en un 0% dones solteres, i en un 17,6% no eren unitats familiars. En el 15,7% dels habitatges hi vivien persones soles el 5,9% de les quals corresponia a persones de 65 anys o més que vivien soles. El nombre mitjà de persones vivint en cada habitatge era de 2,27 i el nombre mitjà de persones que vivien en cada família era de 2,5.
Per edats la població es repartia de la següent manera: un 15,5% tenia menys de 18 anys, un 5,2% entre 18 i 24, un 23,3% entre 25 i 44, un 37,1% de 45 a 60 i un 19% 65 anys o més.
L'edat mediana era de 48 anys. Per cada 100 dones de 18 o més anys hi havia 117,8 homes.
La renda mediana per habitatge era de 43.750 $ i la renda mediana per família de 53.750 $. Els homes tenien una renda mediana de 31.875 $ mentre que les dones 19.583 $. La renda per capita de la població era de 39.223 $. Cap de les famílies i l'1,8% de la població estaven per davall del llindar de pobresa.

## Poblacions properes
El següent diagrama mostra les poblacions més properes.